# Lega Nazionale A 2021 (football americano)
La Lega Nazionale A 2021 è le 35ª edizione del campionato di football americano di primo livello, organizzato dalla SAFV.
Il campionato è stato modificato poco prima dell'avvio.

## Squadre partecipanti
| Club                    | Città      | Stadio | Sponsor ufficiale | Risultato nella stagione 2020 |
| ----------------------- | ---------- | ------ | ----------------- | ----------------------------- |
| Bern Grizzlies          | Berna      |        |                   | Semifinalisti LNA             |
| Calanda Broncos         | Landquart  |        |                   | Vincitori XXXIV Swiss Bowl    |
| Geneva Seahawks         | Ginevra    |        |                   | Finalisti LNA                 |
| Gladiators Beider Basel | Basilea    |        |                   | Semifinalisti LNA             |
| Winterthur Warriors     | Winterthur |        |                   | Quinto posto in LNA           |
| Zürich Renegades        | Zurigo     |        |                   | Vincitori Lega B              |

## Stagione regolare

### Calendario

#### Prima versione

##### 1ª giornata
| 29 maggio 2021, ore 18:00 CEST | Bern Grizzlies | - – - | Zürich Renegades |  |

| 30 maggio 2021, ore 14:00 CEST | Gladiators Beider Basel | - – - | Geneva Seahawks |  |

##### 2ª giornata
| 5 giugno 2021, ore 18:00 CEST | Winterthur Warriors | - – - | Gladiators Beider Basel |  |

| 6 giugno 2021 | Zürich Renegades | - – - | Calanda Broncos |  |

| 6 giugno 2021, ore 18:00 CEST | Geneva Seahawks | - – - | Bern Grizzlies |  |

##### 3ª giornata
| 13 giugno 2021 | Zürich Renegades | - – - | Gladiators Beider Basel |  |

| 13 giugno 2021, ore 14:00 CEST | Bern Grizzlies | - – - | Winterthur Warriors |  |

##### 4ª giornata
| 19 giugno 2021, ore 18:00 CEST | Winterthur Warriors | - – - | Zürich Renegades |  |

| 20 giugno 2021 | Calanda Broncos | - – - | Geneva Seahawks |  |

| 20 giugno 2021, ore 14:00 CEST | Gladiators Beider Basel | - – - | Bern Grizzlies |  |

##### 5ª giornata
| 3 luglio 2021 | Calanda Broncos | - – - | Zürich Renegades |  |

| 3 luglio 2021, ore 18:00 CEST | Bern Grizzlies | - – - | Gladiators Beider Basel |  |

| 4 luglio 2021, ore 15:00 CEST | Geneva Seahawks | - – - | Winterthur Warriors |  |

##### 6ª giornata
| 10-11 luglio 2021 | Zürich Renegades | - – - | Winterthur Warriors |  |

| 11 luglio 2021, ore 14:00 CEST | Bern Grizzlies | - – - | Calanda Broncos |  |

| 11 luglio 2021, ore 14:00 CEST | Geneva Seahawks | - – - | Gladiators Beider Basel |  |

##### 7ª giornata
| 17 luglio 2021, ore 18:00 CEST | Gladiators Beider Basel | - – - | Calanda Broncos |  |

| 17 luglio 2021, ore 18:00 CEST | Winterthur Warriors | - – - | Geneva Seahawks |  |

| 17-18 luglio 2021 | Zürich Renegades | - – - | Bern Grizzlies |  |

##### 8ª giornata
| 14 agosto 2021, ore 18:00 CEST | Winterthur Warriors | - – - | Calanda Broncos |  |

##### 9ª giornata
| 21 agosto 2021 | Calanda Broncos | - – - | Bern Grizzlies |  |

| 21-22 agosto 2021 | Gladiators Beider Basel | - – - | Winterthur Warriors |  |

| 22 agosto 2021, ore 15:00 CEST | Zürich Renegades | - – - | Geneva Seahawks |  |

##### 10ª giornata
| 28 agosto 2021, ore 18:00 CEST | Winterthur Warriors | - – - | Bern Grizzlies |  |

| 29 agosto 2021, ore 15:00 CEST | Geneva Seahawks | - – - | Calanda Broncos |  |

##### 11ª giornata
| 4 settembre 2021 | Calanda Broncos | - – - | Winterthur Warriors |  |

| 5 settembre 2021, ore 14:00 CEST | Gladiators Beider Basel | - – - | Zürich Renegades |  |

| 5 settembre 2021, ore 14:00 CEST | Bern Grizzlies | - – - | Geneva Seahawks |  |

##### 12ª giornata
| 12 settembre 2021 | Calanda Broncos | - – - | Gladiators Beider Basel |  |

| 12 settembre 2021, ore 15:00 CEST | Geneva Seahawks | - – - | Zürich Renegades |  |

#### Versione definitiva

##### 1ª giornata
| Winterthur 19 giugno 2021, ore 18:00 CEST | Winterthur Warriors | 32 – 0 referto | Zürich Renegades | Sportpark Deutweg\| Arbitro: \| Birnbaum \| |
| Arbitro:                                  | Birnbaum            |                |                  |                                             |

| Coira 20 giugno 2021, ore 14:00 CEST | Calanda Broncos | 31 – 0 referto | Geneva Seahawks | Stadion Ringstrasse\| Arbitro: \| Waldburger \| |
| Arbitro:                             | Waldburger      |                |                 |                                                 |

| Basilea 20 giugno 2021, ore 14:00 CEST | Gladiators Beider Basel | 22 – 24 referto | Bern Grizzlies | Stadion Rankhof\| Arbitro: \| Gerber \| |
| Arbitro:                               | Gerber                  |                 |                |                                         |

##### 2ª giornata
| Winterthur 26 giugno 2021, ore 18:00 | Winterthur Warriors | 6 – 31 referto | Calanda Broncos | Sportpark Deutweg\| Arbitro: \| Zwicker \| |
| Arbitro:                             | Zwicker             |                |                 |                                            |

| Witikon 27 giugno 2021, ore 14:00 | Zürich Renegades | 19 – 21 referto | Gladiators Beider Basel | Sportplatz Looren\| Arbitro: \| Jordan \| |
| Arbitro:                          | Jordan           |                 |                         |                                           |

##### 3ª giornata
| Berna 3 luglio 2021, ore 18:00 CEST | Bern Grizzlies | 55 – 21 referto | Gladiators Beider Basel | Stadio di atletica leggera Wankdorf\| Arbitro: \| Fouillet \| |
| Arbitro:                            | Fouillet       |                 |                         |                                                               |

| Coira 3 luglio 2021, ore 18:00 CEST | Calanda Broncos | 46 – 0 referto | Zürich Renegades | Stadion Ringstrasse\| Arbitro: \| Waldburger \| |
| Arbitro:                            | Waldburger      |                |                  |                                                 |

| Ginevra 4 luglio 2021, ore 15:00 CEST | Geneva Seahawks | 35 – 6 referto | Winterthur Warriors | Centre Sportif de Vessy\| Arbitro: \| Ducommun \| |
| Arbitro:                              | Ducommun        |                |                     |                                                   |

##### 4ª giornata
| Berna 11 luglio 2021, ore 14:00 CEST | Bern Grizzlies | 26 – 21 referto | Calanda Broncos | Stadio di atletica leggera Wankdorf\| Arbitro: \| Strähl \| |
| Arbitro:                             | Strähl         |                 |                 |                                                             |

| Ginevra 11 luglio 2021, ore 14:00 CEST | Geneva Seahawks | 69 – 21 referto | Gladiators Beider Basel | Centre Sportif de Vessy\| Arbitro: \| Schwarz \| |
| Arbitro:                               | Schwarz         |                 |                         |                                                  |

| 11 luglio 2021, ore 14:00 | Zürich Renegades | 10 – 35 referto | Winterthur Warriors |  |

##### 5ª giornata
| Basilea 17 luglio 2021, ore 18:00 CEST | Gladiators Beider Basel | 22 – 48 referto | Calanda Broncos | Stadion Rankhof\| Arbitro: \| Fotsch-Ueberrhein \| |
| Arbitro:                               | Fotsch-Ueberrhein       |                 |                 |                                                    |

| Winterthur 17 luglio 2021, ore 18:00 CEST | Winterthur Warriors | 17 – 33 referto | Geneva Seahawks | Sportpark Deutweg\| Arbitro: \| Birnbaum \| |
| Arbitro:                                  | Birnbaum            |                 |                 |                                             |

| 18 luglio 2021, ore 14:00 | Zürich Renegades | 0 – 49 referto | Bern Grizzlies | \| Arbitro: \| Zwicker \| |
| Arbitro:                  | Zwicker          |                |                |                           |

##### 6ª giornata
| Coira 21 agosto 2021, ore 18:00 CEST | Calanda Broncos | 35 – 10 | Bern Grizzlies | Stadion Ringstrasse |

| Basilea 22 agosto 2021, ore 14:00 CEST | Gladiators Beider Basel | 13 – 46 | Winterthur Warriors | Stadion Rankhof |

##### 7ª giornata
| Winterthur 28 agosto 2021, ore 18:00 CEST | Winterthur Warriors | 0 – 17 | Bern Grizzlies | Sportpark Deutweg |

| Ginevra 29 agosto 2021, ore 15:00 CEST | Geneva Seahawks | 28 – 35 | Calanda Broncos | Centre Sportif de Vessy |

##### 8ª giornata
| Berna 5 settembre 2021, ore 14:00 CEST | Bern Grizzlies | 24 – 14 | Geneva Seahawks | Stadio di atletica leggera Wankdorf |

| Basilea 5 settembre 2021, ore 14:00 CEST | Gladiators Beider Basel | 28 – 7 | Zürich Renegades | Stadion Rankhof |

##### 9ª giornata
| Coira 12 settembre 2021, ore 14:00 CEST | Calanda Broncos | 52 – 14 | Gladiators Beider Basel | Stadion Ringstrasse |

| Ginevra 12 settembre 2021, ore 15:00 CEST | Geneva Seahawks | 57 – 6 | Zürich Renegades | Centre Sportif de Vessy |

| 11-12 settembre 2021 | Bern Grizzlies | 41 – 3 | Winterthur Warriors |  |

##### Recuperi 1
| 18 settembre 2021 | Zürich Renegades | 7 – 10 | Geneva Seahawks |  |

### Classifica
La classifica della regular season è la seguente:
- PCT = percentuale di vittorie, G = partite giocate, V = partite vinte, P = partite perse, PF = punti fatti, PS = punti subiti
- La qualificazione ai playoff è indicata in verde
- L'ultima classificata sfida la vincente della Lega B per la partecipazione alla LNA 2021 (giallo)

| Pos. | Squadra                 | PCT  | G | V | P | PF  | PS  |
| ---- | ----------------------- | ---- | - | - | - | --- | --- |
| 1    | Calanda Broncos         | .875 | 8 | 7 | 1 | 299 | 106 |
| 2    | Bern Grizzlies          | .875 | 8 | 7 | 1 | 246 | 116 |
| 3    | Geneva Seahawks         | .625 | 8 | 5 | 3 | 246 | 147 |
| 4    | Winterthur Warriors     | .375 | 8 | 3 | 5 | 145 | 180 |
| 5    | Gladiators Beider Basel | .250 | 8 | 2 | 6 | 162 | 320 |
| 6    | Zürich Renegades        | .000 | 8 | 0 | 8 | 49  | 278 |

## Playoff

### Tabellone
|  | Semifinali | Semifinali          | Semifinali |                |    | XXXVI Swiss Bowl | XXXVI Swiss Bowl | XXXVI Swiss Bowl |  |
|  |            |                     |            |                |    |                  |                  |                  |  |
|  | 1          | Calanda Broncos     | 35         |                |    |                  |                  |                  |  |
|  | 1          | Calanda Broncos     | 35         |                |    |                  |                  |                  |  |
|  | 4          | Winterthur Warriors | 8          |                |    |                  |                  |                  |  |
|  | 4          | Winterthur Warriors | 8          |                | 1  | Calanda Broncos  | 21               |                  |  |
|  |            |                     |            |                | 1  | Calanda Broncos  | 21               |                  |  |
|  |            |                     | 2          | Bern Grizzlies | 12 |                  |                  |                  |  |
|  | 2          | Bern Grizzlies      | 2          | Bern Grizzlies | 12 | 21               |                  |                  |  |
|  | 2          | Bern Grizzlies      |            |                |    |                  |                  |                  |  |
|  | 3          | Geneva Seahawks     | 16         |                |    |                  |                  |                  |  |

### Semifinali
| 25 settembre 2021 | Calanda Broncos | 35 – 8 | Winterthur Warriors |  |

| 26 settembre 2021 | Bern Grizzlies | 21 – 16 | Geneva Seahawks |  |

### XXXV Swiss Bowl
| 2 ottobre 2021 | Calanda Broncos | 21 – 12 | Bern Grizzlies |  |

## Verdetti
- Calanda Broncos Campioni di Svizzera 2021
- Zürich Renegades relegati in Lega B 2022